# 品川区立八潮学園
品川区立八潮学園（しながわくりつやしおがくえん）は、東京都品川区八潮5丁目にある義務教育学校である。

## 概要
2008年4月に、品川区立八潮小学校・品川区立八潮北小学校・品川区立八潮南小学校の3小学校を統合した品川区立八潮学園小学校と、品川区立八潮中学校・品川区立八潮南小学校の2中学校を統合した品川区立八潮学園中学校とを一体化し、品川区立として3校目の小中一貫校として品川区立小中一貫校八潮学園と称した。2008年度は、八潮南小学校・八潮南中学校を仮校舎とし、2009年度から旧八潮小学校・八潮中学校の校地に全面改築・移転した。改築した新校舎は、品川区立学校で一番大きな校舎となる。
2016年度から学校教育法の一部改正により義務教育学校となり、八潮学園小学校・八潮学園中学校を廃止して品川区立八潮学園を新設した。

### 併設施設
- すまいるスクール八潮学園

## 沿革
- 2008年（平成20年）
  - 2月16日 - 5校合同閉校式挙行。
  - 3月26日 - この日から引越し作業実施。
  - 4月1日 - 開校。初代校長西島勇就任。
  - 4月7日 - 「品川区立小中一貫校八潮学園」としての開校式（1 - 4年生は八潮南小学校校舎使用、5 - 9年生は八潮南中学校校舎使用）挙行、一貫校舎のため八潮小・八潮中の校舎の改築開始。なお、正式には八潮学園小学校・八潮学園中学校の2校併設であった。
- 2009年（平成21年）9月12日 - 新校舎落成式典挙行、祝賀会開催。
- 2014年（平成26年）4月1日 - 二代目校長山口晃弘就任。
- 2015年（平成27年）10月1日 - 児童生徒代表会発足。
- 2016年（平成28年）4月1日 - 八潮学園小学校・八潮学園中学校を廃止し、義務教育学校としての品川区立八潮学園を新設。
- 2021年（令和3年）4月1日 - 三代目校長小宮山琢磨就任。

## 新校舎
- 新校舎は2009年9月より使用を開始した。校舎は大きく分けて3棟に分かれており、小学校校舎をA棟、中学校校舎をB棟、アリーナ等の施設をC棟としている。
- 旧校舎では小学校校舎を1年生 - 4年生、中学校校舎を5年生 - 9年生が使用していたが、新校舎では、小学校校舎を1年生 - 6年生、中学校校舎を7年生 - 9年生が使用している。
- 施設などのそろったC棟はランチルーム、アリーナ、温水プールがある。
- 中学校校舎B棟ではワンフロアを1つの学年が使用している。2階は9年生、3階は8年生、4階は7年生。
- コンピュータールームはA棟、C棟に二つある。
- アリーナの他に体育館（ジム）が2か所あり、体育の授業などの使用時便利である。
- A棟・C棟は旧校舎を改装した校舎となっている。

## 教育目標
- 知力のある人
- 徳力のある人
- 体力のある人

### 1 - 4年生目標
- よく考える子
- 心やさしい子
- 明るく元気な子

### 5 - 9年生目標
- みずから学び創造力のある人
- 思いやりと規範意識をもつ人
- 健康でたくましい人

## 交通
- JR・東急 - 大井町駅東口より都営バス・京急バス「八潮パークタウン」行き
- JR・京急 - 品川駅東口より都営バス「八潮パークタウン」行き
- りんかい線 - 品川シーサイド駅より都営バス「八潮パークタウン」行き
- JR - 大森駅東口より京急バス「八潮パークタウン」行き

各「八潮北」バス停下車２分
- 東京モノレール - 大井競馬場前駅下車徒歩15分